# Научно-популярная библиотека солдата и матроса
«Научно-популярная библиотека солдата и матроса» (в 1950—1953 называлась «Научно-популярная библиотека солдата»; с 1957 — «Научно-популярная библиотека») — серия научно-популярных брошюр и книг по различным отраслям науки и техники, выходившая в Военном издательстве (Воениздате) Министерства обороны СССР в 1947—1976 гг. Предназначалась преимущественно для комплектования библиотек воинских частей. Многие книги были написаны ведущими специалистами в своей области, профессорами, заслуженными деятелями науки РСФСР.
Формат книги: 84x108/32 (130х205 мм); бумажная обложка, изредка картонный переплёт. В выходных данных тираж не указан.

## Книги серии

### 1947
- Баев К. Л., Шишаков В. А. Начатки мироведения. — 3-е изд., перераб. — М.: Воениздат, 1947. — 116 с. — (Научно-популярная библиотека солдата и матроса).
- Богоров В. Г. Подводный мир (Жизнь в море). — М.: Воениздат, 1947. — 56 с. — (Научно-популярная библиотека солдата и матроса).
- Воронцов-Вельяминов Б. А. Происхождение небесных тел. — М.: Воениздат, 1947. — 44 с. — (Научно-популярная библиотека солдата и матроса).
- Горшков Г. П. Землетрясения. — М.: Воениздат, 1947. — (Научно-популярная библиотека солдата и матроса).
- Дзердзеевский Б. Л. Воздушный океан. — М.: Воениздат, 1947. — 44 с. — (Научно-популярная библиотека солдата и матроса).
- Завадовский Б. М. Происхождение домашних животных. — М.: Воениздат, 1947. — (Научно-популярная библиотека солдата и матроса).
- Заварицкая Е. П. Вулканы / Под ред. А. Н. Заварицкого. — М.: Воениздат, 1947. — 48 с. — (Научно-популярная библиотека солдата и матроса).
- Келлер Б. А. Как произошла жизнь на Земле. — М.: Воениздат, 1947. — 40 с. — (Научно-популярная библиотека солдата и матроса).
- Куницкий Р. В. День и ночь. Времена года. — М.: Воениздат, 1947. — (Научно-популярная библиотека солдата и матроса).
- Лебединский А. И. В мире звёзд. — М.: Воениздат, 1947. — 48 с. — (Научно-популярная библиотека солдата и матроса).
- Максимов Н. А. Отчего бывают засухи и можно ли с ними бороться. — М.: Воениздат, 1947. — 40 с. — (Научно-популярная библиотека солдата и матроса).
- Малиновский А. А. Строение и жизнь человеческого тела. — М.: Воениздат, 1947. — 72 с. — (Научно-популярная библиотека солдата и матроса).
- Михайлов А. А. Солнечные и лунные затмения. — М.: Воениздат, 1947. — 40 с. — (Научно-популярная библиотека солдата и матроса).
- Молодчиков А. И. Как человек переделывает природу растений. — М.: Воениздат, 1947. — (Научно-популярная библиотека солдата и матроса).
- Никольский В. К., Яковлев Н. Ф. Как люди научились говорить. — М.: Воениздат, 1947. — 52 с. — (Научно-популярная библиотека солдата и матроса).
- Обручев В. А. Происхождение гор и материков / Акад. В. А. Обручев. — М.: Воениздат, 1947. — 48 с. — (Научно-популярная библиотека солдата и матроса).
- Огородников К. Ф. На чём Земля держится / проф. К.Ф. Огородников. — М.: Воениздат, 1947. — 32 с. — (Научно-популярная библиотека солдата и матроса).
- Полак И. Ф. Строение Вселенной / Проф. И. Ф. Полак. — М.: Воениздат, 1947. — 48 с. — (Научно-популярная библиотека солдата и матроса).
- Стекольников И. С. Молния и гром. — М.: Воениздат, 1947. — 48 с. — (Научно-популярная библиотека солдата и матроса).
- Субботин М. Ф. Происхождение и возраст Земли. — М.: Воениздат, 1947. — 48 с. — (Научно-популярная библиотека солдата и матроса).

### 1948
- Альтшулер С. В. Меченые атомы / Под ред. проф. Д. А. Франк-Каменецкого. — 2-е изд., перераб. — М.: Воениздат, 1948. — 56 с. — (Научно-популярная библиотека солдата и матроса).
- Артоболевский И. И. Русский изобретатель и конструктор Кулибин. — М.: Воениздат, 1948. — (Научно-популярная библиотека солдата и матроса).
- Берман Г. Н. Счет и число. — М.: Воениздат, 1948. — 48 с. — (Научно-популярная библиотека солдата и матроса).
- Блукет Н. А. Жизнь растения / Доц. Н. А. Блукет; Под. общ. ред. И. А. Бенедиктова. — М.: Воениздат, 1948. — 60 с. — (Научно-популярная библиотека солдата и матроса).
- Богоров В.Г. Моря и океаны. — М.: Воениздат, 1948. — 48 с. — (Научно-популярная библиотека солдата и матроса).
- Горелик Г. С., Левин М. Л. Радиолокация. — М.: Воениздат, 1948. — 40 с. — (Научно-популярная библиотека солдата и матроса).
- Дорфман В. А. Мир живой и неживой. — М.: Воениздат, 1948. — 44 с. — (Научно-популярная библиотека солдата и матроса).
- Ефимов В. В. Сон и сновидения. — М.: Воениздат, 1948. — 48 с. — (Научно-популярная библиотека солдата и матроса).
- Ильяшенко С. М. Быстрее звука. — М.: Воениздат, 1948. — 56 с. — (Научно-популярная библиотека солдата и матроса).
- Капцов Н. А. Яблочков — слава и гордость русской электротехники (1847—1894). — М.: Воениздат, 1948. — (Научно-популярная библиотека солдата и матроса). (см. Яблочков, Павел Николаевич)
- Качинский Н. А. Происхождение и жизнь почвы. — М.: Воениздат, 1948. — 84 с. — (Научно-популярная библиотека солдата и матроса).
- Келлер Б. А. Преобразователи природы растений: (К. А. Тимирязев, И. В. Мичурин, Т. Д. Лысенко). — М.: Воениздат, 1948. — 96 с. — (Научно-популярная библиотека солдата и матроса).
- Коштоянц Х. С. Великий русский физиолог Иван Михайлович Сеченов. — М.: Воениздат, 1948. — 72 с. — (Научно-популярная библиотека солдата и матроса).
- Кушнир Ю. М. Окно в невидимое: (Электронный микроскоп) / Ю. М. Кушнир, канд. физ.-мат. наук. — М.: Воениздат, 1948. — 68 с. — (Научно-популярная библиотека солдата и матроса).
- Майзель С. О. Новые источники света. — М.: Воениздат, 1948. — 48 с. — (Научно-популярная библиотека солдата и матроса).
- Малов Н. Н. Радио на службе у человека. — 2-е изд., доп. — М.: Воениздат, 1948. — 80 с. — (Научно-популярная библиотека солдата и матроса).
- Мантейфель П. А. Жизнь пушных зверей. — М.: Воениздат, 1948. — (Научно-популярная библиотека солдата и матроса).
- Мезенцев В. А. Ветер. — М.: Воениздат, 1948. — 88 с. — (Научно-популярная библиотека солдата и матроса).
- Мезенцев В. А. Электрический глаз (Фотоэлементы и их применение). — М.: Воениздат, 1948. — 60 с. — (Научно-популярная библиотека солдата и матроса).
- Опарин А. И. Происхождение жизни. — М.: Воениздат, 1948. — 120 с. — (Научно-популярная библиотека солдата и матроса).
- Охотников В. Д. В мире застывших звуков. — М.: Воениздат, 1948. — 48 с. — (Научно-популярная библиотека солдата и матроса).
- Петербургский А. В. Основные свойства почвы / Доц. А. Петербургский; Под общ. ред. И. А. Бенедиктова. — М.: Воениздат, 1948. — 64 с. — (Научно-популярная библиотека солдата и матроса).
- Полак И. Ф. Время и календарь. — М.: Воениздат, 1948. — 52 с. — (Научно-популярная библиотека солдата и матроса).
- Рейнберг С. А. Рентгеновы лучи. — М.: Воениздат, 1948. — 68 с. — (Научно-популярная библиотека солдата и матроса).
- Суслов Б. Н. Звук и слух. — М.: Воениздат, 1948. — 56 с. — (Научно-популярная библиотека солдата и матроса).
- Шмидт Г. А. Роль труда в становлении человека. — М.: Воениздат, 1948. — 72 с. — (Научно-популярная библиотека солдата и матроса).
- Шмидт Г. А. Учение Чарльза Дарвина о развитии живой природы. — М.: Воениздат, 1948. — 60 с. — (Научно-популярная библиотека солдата и матроса).

### 1949
- Залуцкий Г. В. Изобретатель авиационного парашюта Г. В. Котельников. — М.: Воениздат, 1949. — (Научно-популярная библиотека солдата и матроса).
- Космодемьянский А. А. Знаменитый деятель науки Константин Эдуардович Циолковский (1857—1935) / Проф. А. А. Космодемьянский. — М.: Воениздат, 1949. — 82 с. — (Научно-популярная библиотека солдата и матроса).
- Кузнецов Б. Г. Великий русский учёный Ломоносов. — М.: Воениздат, 1949. — 56 с. — (Научно-популярная библиотека солдата и матроса).
- Майзель С. О. Свет и зрение / проф. С. О. Майзель. — М.: Воениздат, 1949. — 68 с. — (Научно-популярная библиотека солдата и матроса).
- Макаров В. Н. Охрана природы в СССР. — М.: Воениздат, 1949. — 104 с. — (Научно-популярная библиотека солдата и матроса).
- Фролов Ю. П. И. П. Павлов — великий русский учёный / Проф. Ю. П. Фролов, заслуж. деятель науки РСФСР. — М.: Воениздат, 1949. — 116 с. — (Научно-популярная библиотека солдата и матроса).

### 1950
- Ахутин А. Н. Преобразование рек СССР / Д-р техн. наук проф. инж.-полк. А. Н. Ахутин. — М.: Воениздат, 1950. — 88 с. — (Научно-популярная библиотека солдата).
- Бублейников Ф. Д. Строение и состав Земли / Под ред. чл.-кор. АН СССР Д. И. Щербакова. — М.: Воениздат, 1950. — 128 с. — (Научно-популярная библиотека солдата).
- Крупенников И. А., Крупенников Л. А. Великий русский ученый В. В. Докучаев / Под ред. Н. А. Димо. — М.: Воениздат, 1950. — 112 с. — (Научно-популярная библиотека солдата).
- Куницкий Р. В. День и ночь. — М.: Воениздат, 1950. — (Научно-популярная библиотека солдата).
- Мезенцев В. А. Рассказ о строении вещества. — М.: Воениздат, 1950. — (Научно-популярная библиотека солдата).
- Михайлов А. А. Солнечные и лунные затмения. — 2-е изд. — М.: Воениздат, 1950. — 40 с. — (Научно-популярная библиотека солдата).
- Полак И. Ф. Строение Вселенной. — М.: Воениздат, 1950. — (Научно-популярная библиотека солдата).
- Сухоруких В. С. Вооружённый глаз: (Оптические приборы) / Канд. физ.-мат. наук В. С. Сухоруких; Под ред. проф. заслуж. деятеля науки С. О. Майзеля. — М.: Воениздат, 1950. — 96 с. — (Научно-популярная библиотека солдата).

### 1951
- Ашурков В. Н. С. И. Мосин — создатель русской винтовки (1849—1902) / С предисл. и под ред. А. А. Благонравова. — М.: Воениздат, 1951. — 80 с. — (Научно-популярная библиотека солдата).
- Бабай Г. А. Радио в самолетовождении / полк. Г. А. Бабай; Под общ. ред. ген.-майора авиации В. И. Соколова. — М.: Воениздат, 1951. — 128 с. — (Научно-популярная библиотека солдата).
- Гальцов А. П. Предсказание погоды. — М.: Воениздат, 1951. — (Научно-популярная библиотека солдата).
- Горшков Г. П. Землетрясения. — М.: Воениздат, 1951. — 48 с. — (Научно-популярная библиотека солдата).
- Денисов Н. Н., Карпович М. Д. Великий советский летчик В. П. Чкалов / полк. Н. Н. Денисов, майор М. Д. Карпович. — М.: Воениздат, 1951. — 148 с. — (Научно-популярная библиотека солдата).
- Затуловский Д. М. Советский альпинизм. — М.: Воениздат, 1951. — 120 с. — (Научно-популярная библиотека солдата).
- Зубов Н. Н., Черненко М. Б. Русские люди в Арктике и Антарктике / Н. Н. Зубов, проф. д-р геогр. наук и М. Б. Черненко. — М.: Воениздат, 1951. — 144 с. — (Научно-популярная библиотека солдата).
- Попов П. И. Солнце и Земля. — М.: Воениздат, 1951. — (Научно-популярная библиотека солдата).
- Суслов Б. Н. Звук и слух. — М.: Воениздат, 1951. — 48 с. — (Научно-популярная библиотека солдата).
- Чмутов К. В. Фотография / Под ред. лауреата Сталинской премии чл.-корр. АН СССР К. В. Чибисова. — М.: Воениздат, 1951. — 72 с. — (Научно-популярная библиотека солдата).
- Шишаков В. А. Небо и небесные явления. — М.: Воениздат, 1951. — 128 с. — (Научно-популярная библиотека солдата).

### 1952
- Бублейников Ф. Д. Клады Земли: (Полезные ископаемые) / Под ред. чл.-кор. АН СССР Д. И. Щербакова. — М.: Воениздат, 1952. — 192 с. — (Научно-популярная библиотека солдата).
- Дзердзеевский Б. Л. Воздушный океан. — М.: Воениздат, 1952. — 128 с. — (Научно-популярная библиотека солдата).
- Ефремов В. В. Витамины и их значение для здоровья. — М.: Воениздат, 1952. — 88 с. — (Научно-популярная библиотека солдата).
- Космодемьянский А. А. Николай Егорович Жуковский — отец русской авиации / д-р физ.-матем. наук проф. инж.-полк. А. А. Космодемьянский. — М.: Воениздат, 1952. — 136 с. — (Научно-популярная библиотека солдата).
- Лепешинская О. Б. Происхождение клеток из живого вещества / Проф. О. Б. Лепешинская. — М.: Воениздат, 1952. — 76 с. — (Научно-популярная библиотека солдата).
- Смородинцев А. А., Кривиский А. С. Мир микробов. — М.: Воениздат, 1952. — 160 с. — (Научно-популярная библиотека солдата).
- Фролов Ю. П. От инстинкта до разума: (Очерк науки о поведении). — М.: Воениздат, 1952. — 116 с. — (Научно-популярная библиотека солдата).
- Шамшур В. И. А. С. Попов и советская радиотехника. — М.: Воениздат, 1952. — 124 с. — (Научно-популярная библиотека солдата).
- Шипилов И. Ф. Выдающийся русский летчик П. Н. Нестеров / Полк. И. Ф. Шипилов; Предисл. трижды Героя Советского Союза гвардии полк. А. Покрышкина; Под ред. полк. А. С. Кравченко. — М.: Воениздат, 1952. — 144 с. — (Научно-популярная библиотека солдата).

### 1953
- Адирович Э. И. Электрический ток и его применение / д-р физ.-мат. наук Э. И. Адирович. — М.: Воениздат, 1953. — 88 с. — (Научно-популярная библиотека солдата).
- Залуцкий Г. В. Выдающиеся русские летчики: М. Ефимов, П. Нестеров, Е. Крутень, К. Арцеулов / Полк. Г. В. Залуцкий. — М.: Воениздат, 1953. — 112 с. — (Научно-популярная библиотека солдата).
- Залуцкий Г. В. Изобретатель авиационного парашюта Г. В. Котельников / Полк. Г. В. Залуцкий. — М.: Воениздат, 1953. — (Научно-популярная библиотека солдата).
- Опарин А. И. Происхождение жизни. — М.: Воениздат, 1953. — 96 с. — (Научно-популярная библиотека солдата).
- Попов В. А. Самолет: (Устройство и полет). — М.: Воениздат, 1953. — 124 с. — (Научно-популярная библиотека солдата).
- Чернов В. П. Артиллерийское орудие. — М.: Воениздат, 1953. — 120 с. — (Научно-популярная библиотека солдата).

### 1954
- Бирюков В. С. Броня: (Применение в военной технике) / инж.-полк. В. С. Бирюков. — М.: Воениздат, 1954. — 80 с. — (Научно-популярная библиотека солдата и матроса).
- Буянов А. Ф. Химия на службе человека / Под ред. акад. С. И. Вольфковича. — М.: Воениздат, 1954. — 170 с. — (Научно-популярная библиотека солдата и матроса).
- Гальцов А. П. Как предсказывают погоду. — М.: Воениздат, 1954. — 112 с. — (Научно-популярная библиотека солдата и матроса).
- Гладков К. А. Дальновидение и его применение. — М.: Воениздат, 1954. — 96 с. — (Научно-популярная библиотека солдата и матроса).
- Клементьев С. Д. Фотоэлектроника и её применение. — М.: Воениздат, 1954. — 88 с. — (Научно-популярная библиотека солдата и матроса).
- Куров А. А. Автомобиль. — М.: Воениздат, 1954. — 144 с. — (Научно-популярная библиотека солдата и матроса).
- Ляпунов Б. В. Ракета: (Ракетная техника и реактивная авиация) / Инж. Б. В. Ляпунов. — М.: Воениздат, 1954. — 128 с. — (Научно-популярная библиотека солдата и матроса).
- Парфентьев А. И. Запись звука / канд. техн. наук лауреат Сталинской премии А. И. Парфентьев. — М.: Воениздат, 1954. — 112 с. — (Научно-популярная библиотека солдата и матроса).
- Стрижевский С. Я. Н. Е. Жуковский — основоположник авиационной науки / Доц. канд. техн. наук инж.-полк. С. Я. Стрижевский; под ред. проф. д-ра техн. наук инж.-полк. Г. Ф. Бураго. — М.: Воениздат, 1954. — 120 с. — (Научно-популярная библиотека солдата и матроса).
- Фёдоров А. С. Ржавчина и борьба с ней. — М.: Воениздат, 1954. — (Научно-популярная библиотека солдата и матроса).

### 1955
- Асташенков П. Т. Электричество на самолете / Инж.-майор П. Т. Асташенков; Под ред. акад. ген.-майора инж.-техн. службы В. С. Кулебакина. — М.: Воениздат, 1955. — 128 с. — (Научно-популярная библиотека солдата и матроса).
- Богоров В. Г. Океан / Лауреат Сталинской премии проф. В. Г. Богоров. — М.: Воениздат, 1955. — 144 с. — (Научно-популярная библиотека солдата и матроса).
- Китайгородский А. И. Строение вещества и его энергия. — М.: Воениздат, 1955. — 128 с. — (Научно-популярная библиотека солдата и матроса).
- Мезенцев В. А. Атом и атомная энергия. — М.: Воениздат, 1955. — (Научно-популярная библиотека солдата и матроса).
- Суслов Б. Н. За гранью видимого: (О коллоидах, их свойствах, получении и применении). — М.: Воениздат, 1955. — (Научно-популярная библиотека солдата и матроса).

### 1956
- Андреев К. К. Взрыв и взрывчатые вещества. — М.: Воениздат, 1956. — 124 с. — (Научно-популярная библиотека солдата и матроса).
- Богомолов Ю. А. Живые организмы-разрушители и защита от них. — М.: Воениздат, 1956. — 152 с. — (Научно-популярная библиотека солдата и матроса).
- Варенышев Б. В. Солдату о подрывном деле. — М.: Воениздат, 1956. — (Научно-популярная библиотека солдата и матроса).
- Зисман Г. А. Мир атома. — М.: Воениздат, 1956. — 144 с. — (Научно-популярная библиотека солдата и матроса).
- Ляпунов Б. В. Управляемые снаряды / Инж. Б. В. Ляпунов. — М.: Воениздат, 1956. — 138 с. — (Научно-популярная библиотека солдата и матроса).
- Смородинцев А. А., Кривиский А. С. Мир микробов. — 2-е изд., перераб. — М.: Воениздат, 1956. — 180 с. — (Научно-популярная библиотека солдата и матроса).
- Чуйко А. В. Железобетон / Канд. техн. наук А. В. Чуйко. — М.: Воениздат, 1956. — 136 с. — (Научно-популярная библиотека солдата и матроса).

### 1957
- Нестеренко Г. Н., Соболев А. И, Сушков Ю. Н. Применение атомных двигателей в авиации. — М.: Воениздат, 1957. — (Научно-популярная библиотека солдата и матроса).

Научно-популярная библиотека (Воениздат)
- Балабанов Е. М. Ядерные реакторы. — М.: Воениздат, 1957. — (Научно-популярная библиотека).
- Белоусов А. А. Парашют и парашютизм. — М.: Воениздат, 1957. — 184 с. — (Научно-популярная библиотека).
- Кузнецов Б. Г. Дмитрий Иванович Менделеев. — М.: Воениздат, 1957. — 72 с. — (Научно-популярная библиотека).

### 1958
- Вараксин Я. Г. Радиоэлектроника в военном деле. — М.: Воениздат, 1958. — 288 с. — (Научно-популярная библиотека).
- Нейман М. Б., Садиленко К. М. Термоядерное оружие / М. Б. Нейман, д-р хим. наук проф., К. М. Садиленко. — М.: Воениздат, 1958. — 240 с. — (Научно-популярная библиотека).

### 1959
- Буянов А. Ф. Материалы настоящего и будущего / Инж. А. Ф. Буянов. — М.: Воениздат, 1959. — 240 с. — (Научно-популярная библиотека).
- Майоров Ф. В. Электронные вычислительные машины и их применение. — М.: Воениздат, 1959. — 240 с. — (Научно-популярная библиотека).

### 1960
- Космодемьянский А. А. К. Э. Циолковский — его жизнь и работы по ракетной технике / Д-р физ.-матем. наук проф. А. А. Космодемьянский. — М.: Воениздат, 1960. — 188 с. — (Научно-популярная библиотека).

### 1961
- Кринов Е. Л. Небесные камни: (Метеоры и метеориты) / Д-р геол.-минералогич. наук Е. Л. Кринов. — М.: Воениздат, 1961. — 88 с. — (Научно-популярная библиотека).
- Тер-Оганезов В. Т. Наука и религия о солнечных затмениях. — М.: Воениздат, 1961. — 48 с. — (Научно-популярная библиотека).

### 1962
- Сушков Ю. Н. Двигатели космических кораблей / Канд. техн. наук Ю. Н. Сушков. — М.: Воениздат, 1962. — 172 с. — (Научно-популярная библиотека).

### 1963
- Асташенков П. Т. Что такое бионика. — М.: Воениздат, 1963. — 88 с. — (Научно-популярная библиотека).
- Балабанов Е. М. Термоядерные реакции. — М.: Воениздат, 1963. — 88 с. — (Научно-популярная библиотека).
- Барсуков Ф. И. Измерения на расстоянии. — М.: Воениздат, 1963. — 72 с. — (Научно-популярная библиотека).
- Коровкин А. С. Инфракрасная техника. — М.: Воениздат, 1963. — 72 с. — (Научно-популярная библиотека).

### 1964
- Анзин А. М. Атом-двигатель. — М.: Воениздат, 1964. — 80 с. — (Научно-популярная библиотека).

### 1969
- Святов Г. И. Атомные подводные лодки / Инж.-кап. 2 ранга Г. И. Святов, канд. техн. наук. — М.: Воениздат, 1969. — 176 с. — (Научно-популярная библиотека).

### 1970
- Химия в бою / Ред.-сост. В. Н. Жуков. — М.: Воениздат, 1970. — 136 с. — (Научно-популярная библиотека).

### 1971
- Архангельский А. М., Григорьев А. М. и др. Бактериологическое оружие и защита от него / А. М. Архангельский, А. М. Григорьев, Г. Г. Громоздов, Н. М. Наморский, И. Д. Нуждин. — М.: Воениздат, 1971. — 208 с. — (Научно-популярная библиотека).
- Асташенков П. Т. Академик И. В. Курчатов. — М.: Воениздат, 1971. — (Научно-популярная библиотека).

## Список книг по авторам

### «Научно-популярная библиотека солдата и матроса» / «Научно-популярная библиотека солдата» (1947—1957)
- Адирович Э.И. Электрический ток и его применение. (1953)
- Альтшуллер С.В. Меченые атомы. (1949)
- Андреев К.К. Взрыв и взрывчатые вещества. (1956)
- Артоболевский И.И. Русский изобретатель и конструктор Кулибин. (1948)
- Асташенков П.Т. Электричество на самолете. (1955)
- Ахутин А.Н. Преобразование рек СССР. (1950)
- Ашурков В.Н. С. И. Мосин — создатель русской винтовки (1849—1902). (1951)
- Бабай Г.А. Радио в самолетовождении. (1951)
- Баев К.Л., Шишаков В.А. Начатки мироведения. (1947)
- Баранов П.А. Возникновение и развитие растительного мира. (1952)
- Бахарев А.Н. И. В. Мичурин — великий преобразователь природы. (1952)
- Берман Г.Н. Счет и число. (1948)
- Бирюков В.С. Броня: (Применение в военной технике). (1954)
- Блукет Н.А. Жизнь растения. (1949)
- Богомолов Ю.А. Живые организмы-разрушители и защита от них. (1957)
- Богоров В.Г. Моря и океаны. (1949)
- Богоров В.Г. Океан. (1955)
- Бублейников Ф.Д. Клады Земли: (Полезные ископаемые). (1952)
- Бублейников Ф.Д. Строение и состав Земли. (1950)
- Буянов А.Ф. Материалы настоящего и будущего. (1953)
- Буянов А.Ф. Химия на службе человека. (1954)
- Варенышев Б.В. Солдату о подрывном деле. (1956)
- Воронцов-Вельяминов Б.А. Мир звезд. (1953)
- Воронцов-Вельяминов Б.А. Происхождение небесных тел. (1947)
- Воронцов-Вельяминов Б.А. Происхождение небесных тел. (1951)
- Воронцов-Вельяминов Б.А. Происхождение небесных тел. (1955)
- Воронцов-Вельяминов Б.А. Успехи астрономии в СССР. (1949)
- Гальцов А.П. Как предсказывают погоду. (1954)
- Гальцов А.П. Предсказание погоды. (1951)
- Гильзин К.А. Воздушно-реактивные двигатели. (1956)
- Гладков К.А. Дальновидение и его применение. (1954)
- Горелик Г.С., Левин М.Л. Радиолокация. (1948/1949)
- Горшков Г.П. Землетрясения. (1947)
- Горшков Г.П. Землетрясения. (1951)
- Громов В.И. Из прошлого Земли. (1951)
- Громов В.И. Из прошлого Земли. (1955)
- Дзердзеевский Б.Л. Воздушный океан. (1952)
- Денисов Н.Н., Карпович М.Д. Великий советский летчик В. П. Чкалов. (1951)
- Ефимов В.В. Сон и сновидения. (1948)
- Ефремов В.В. Витамины и их значение для здоровья. (1952)
- Жданов Г.Б. Космические лучи. (1954)
- Завадовский Б.М. Происхождение домашних животных. (1947)
- Заварицкая Е.П. Вулканы. (1947)
- Заварицкая Е.П. Вулканы. (1951)
- Залуцкий Г.В. Выдающиеся русские летчики: М. Ефимов, П. Нестеров, Е. Крутень, К. Арцеулов. (1953)
- Залуцкий Г.В. Изобретатель авиационного парашюта Г. В. Котельников. (1949)
- Залуцкий Г.В. Изобретатель авиационного парашюта Г. В. Котельников. (1953)
- Затуловский Д.М. Советский альпинизм. (1951)
- Зисман Г.А. Мир атома. (1955/1956)
- Зубов Н.Н., Черненко М.Б. Русские люди в Арктике и Антарктике. (1951)
- Капцов Н.А. Яблочков — слава и гордость русской электротехники (1847—1894). (1948)
- Качинский Н.А. Происхождение и жизнь почвы. (1948)
- Келлер Б.А. Как произошла жизнь на Земле. (1947)
- Келлер Б.А. Преобразователи природы растений: (К.А. Тимирязев, И.В. Мичурин, Т.Д. Лысенко). (1948)
- Китайгородский А.И. Строение вещества. (1949)
- Китайгородский А.И. Строение вещества. (1951)
- Китайгородский А.И. Строение вещества и его энергия. (1955)
- Клементьев С.Д. Управление машинами и механизмами на расстоянии. (1954)
- Клементьев С.Д. Фотоэлектроника и ее применение. (1954)
- Космодемьянский А.А. Знаменитый деятель науки К. Э. Циолковский. (1949)
- Космодемьянский А.А. Знаменитый деятель науки К. Э. Циолковский. (1954)
- Космодемьянский А.А. Николай Егорович Жуковский — отец русской авиации. (1952)
- Коштоянц Х.С. Великий русский физиолог Иван Михайлович Сеченов. (1948/1949)
- Кринов Е.Л. Небесные камни. (1953)
- Крупенников И.А., Крупенников Л.А. Великий русский ученый В.В. Докучаев. (1950)
- Кудрявцев Б.Б. О неслышимых звуках. (1954)
- Кузнецов Б.Г. Великий русский ученый Ломоносов. (1949)
- Куницкий Р.В. День и ночь. Времена года. (1947)
- Куницкий Р.В. День и ночь. (1950)
- Куров А.А. Автомобиль. (1954/1955)
- Кушнир Ю.М. Невидимые лучи. (1952)
- Кушнир Ю.М. Окно в невидимое: (Электронный микроскоп) (1948)
- Лебединский А.И. В мире звезд. (1947)
- Лепешинская О.Б. Происхождение клеток из живого вещества. (1952)
- Ляпунов Б.В. Ракета: (Ракетная техника и реактивная авиация). (1954)
- Ляпунов Б.В. Управляемые снаряды. (1956)
- Майзель С.О. Новые источники света. (1949)
- Майзель С.О. Свет и зрение. (1950)
- Макаров В.Н. Охрана природы в СССР. (1949)
- Малов Н.Н. Радио на службе у человека. (1948)
- Мантейфель П.А. Жизнь пушных зверей. (1948/1949)
- Мезенцев В.А. Атом и атомная энергия. (1954/1955)
- Мезенцев В.А. Ветер. (1948)
- Мезенцев В.А. Рассказ о строении вещества. (1950)
- Мезенцев В.А. Электрический глаз. (1949)
- Михайлов А.А. Солнечные и лунные затмения. (1947)
- Михайлов А.А. Солнечные и лунные затмения. (1950)
- Михайлов В.А. Физические основы получения атомной энергии. (1955)
- Молодчиков А.И. Как человек переделывает природу растений. (1947)
- Несмеянов А.Н. Радиоактивные элементы и их применение. (1955)
- Нестеренко Г.Н., Соболев А. И, Сушков Ю.Н. Применение атомных двигателей в авиации. (1957)
- Обручев В.А. Происхождение гор и материков. (1947)
- Огородников Г.Ф. На чем Земля держится. (1951)
- Опарин А.И. Происхождение жизни. (1948; 1953)
- Опарин А.И. Происхождение жизни. (1955)
- Парфентьев А.И. Запись звука. (1954)
- Петербургский А.В. Основные свойства почвы. (1948)
- Покровский Г.И. Взрыв и его действие. (1954)
- Полак И.Ф. Время и календарь. (год выпуска в выходных данных не указан)
- Полак И.Ф. Строение Вселенной. (1950)
- Попов В.А. Самолет: (Устройство и полет). (1953)
- Попов П.И. Солнце и Земля. (1951)
- Рейнберг С.А. Рентгеновы лучи. (1948/1949)
- Смородинцев А.А., Кривиский А.С. Мир микробов. (1952)
- Смирнов Л.В. Радиовидение (самолетный панорамный радиолокатор). (1954)
- Смородинцев А.А. Грипп и борьба с ним. (1951)
- Смородинцев А.А., Кривиский А.С. Мир микробов. (1952; 1956)
- Спасский В.А., Аркаев В.А. Военная гигиена. (1956)
- Стекольников И.С. Молния и гром. (1951)
- Стекольников И.С. Молния и гром. (1955)
- Стобровский Н.Г. Наша страна — родина воздухоплавания. (1954)
- Стрижевский С.Я. Н. Е. Жуковский — основоположник авиационной науки. (1954)
- Суворов С.Г. О чем рассказывает свет. (1952)
- Суслов Б.Н. Вода и ее применение. (1954)
- Суслов Б.Н. За гранью видимого: (О коллоидах, их свойствах, получении и применении). (1955)
- Суслов Б.Н. Звук и слух. (1948)
- Суслов Б.Н. Звук и слух. (1951)
- Сухоруких В.С. Вооруженный глаз: (Оптические приборы). (1950)
- Фёдоров А.С. Огненный воздух. (1949)
- Фёдоров А.С. Ржавчина и борьба с ней. (1954)
- Фёдоров А.С., Григорьев Г.Б. Как кино служит человеку. (1949)
- Фролов Ю.П. И.П. Павлов — великий русский ученый. (1949)
- Фролов Ю.П. И.П. Павлов — великий русский ученый. (1952)
- Фролов Ю.П. От инстинкта до разума: (Очерк науки о поведении). (1952)
- Черемных Н.А., Шипилов И.Ф. А. Ф. Можайский — создатель первого в мире самолета. (1949)
- Чернов В.П. Артиллерийское орудие. (1953)
- Чмутов К.В. Фотография. (1951)
- Чуйко А.В. Железобетон. (1956)
- Шамшур В.И. А. С. Попов и советская радиотехника. (1952)
- Шаронов В.В. Есть ли жизнь на планетах. (1952)
- Шаронов В.В. Наблюдение и видимость. (1953)
- Шипилов И.Ф. Выдающийся русский летчик П. Н. Нестеров. (1952)
- Шишаков В.А. Небо и небесные явления. (1951)
- Шмидт Г.А. Роль труда в становлении человека. (1948)
- Шмидт Г.А. Учение Чарльза Дарвина о развитии живой природы. (1948)

### «Научно-популярная библиотека» (1957—1976)
- Анзин А.М. Атом-двигатель. (1964)
- Архангельский А.М. и др. Бактериологическое оружие и защита от него. (1967)
- Архангельский А.М. и др. Бактериологическое оружие и защита от него. (1971)
- Асташенков П.Т. Академик И. В. Курчатов. (1971)
- Асташенков П.Т. Советские ракетные войска. (1964)
- Асташенков П.Т. Советские ракетные войска. (1967)
- Асташенков П.Т. Что такое бионика. (1963)
- Атомная энергия в авиации и ракетной технике. (1959)
- Атомная энергия и флот. (1959) Сборник
- Балабанов Е.М. Термоядерные реакции. (1963)
- Балабанов Е.М. Ядерные реакторы. (1957)
- Барсуков Ф.И. Измерения на расстоянии. (1963)
- Беликов Л.А. Бактериологическое оружие и способы защиты от него. (1960)
- Белов А., Никоненко С. Наука против суеверий. (1963)
- Белоусов А.А. Парашют и парашютизм. (1957)
- Беляев К.И. Быт и религия. (1961)
- Беляков М.В. Воздушный океан. (1963)
- Бирюков В.С. Применение брони в военном деле. (1961)
- Богданович Л.А. Не все это знают. (1964)
- Бубнов И.Н., Каманин Л.Н. Обитаемые космические станции. (1964)
- Буянов А.Ф. Материалы настоящего и будущего. (1959)
- Вараксин Я.Г. Радиоэлектроника в военном деле. (1959)
- Великович Л.Н. Каски и сутаны. (1962)
- Великович Л.Н. Религия — идеологическое оружие империалистов. (1961)
- Великович Л.Н. С крестом и атомной бомбой. (1960)
- Виноградов Л.В. Энергетика завтрашнего дня. (1965)
- Воронцов-Вельяминов Б.А. Происхождение небесных тел. (1958)
- Воропай А.В. Внимание — опасность! (1965, 1976)
- Воропай А.В. Пьянство и борьба с ним. (1960)
- Воропай А.В. Чтобы не было беды. (1971, 1973)
- Воропаева К.Л. Жил ли Христос? (1959)
- Гаркавенко Ф.И. Что такое религиозное сектантство. (1961)
- Гильзин К.А. Ракета и радио. (1963)
- Гладков К.А. Телевидение и его применение. (1960)
- Григорьев Б.Г. Экономический и моральный потенциалы в современной войне. (1970)
- Гритченко Н.В. Как бороться с утомлением и повысить выносливость в бою. (1963)
- Громов В.И. Из прошлого Земли. (1958)
- Громоздов Г.Г. За здоровый быт. (1965)
- Громоздов Г.Г., Подрудков А.А. Как сохранить здоровье. (1960)
- Гудожник Г.С. Техника и религия. (1961)
- Гурев Г.А. Научные предвидения и религиозные предрассудки. (1958)
- Долгих Ф.И., Курантов А.П. Коммунистическое воспитание и преодоление религиозных пережитков. (1961)
- Долгих Ф.И., Курантов А.П. Коммунистическое воспитание и религия. (1964)
- Долгих Ф.И., Курантов А.П. Об этом нельзя забывать! (1969)
- Жуков В.Н. Оружие авиации. (1959)
- Жуховицкий А.А. Меченые атомы. (1959)
- Зильманович Д.Я. Пионер советского ракетостроения Ф. А. Цандер. (1966)
- Иванов А.И., Науменко И.А., Павлов М.П. Ракетно-ядерное оружие и его поражающее действие. (1971)
- Иванов А.И., Рыбкин Г.И. Поражающее действие ядерного взрыва. (1960)
- Ильин Н.А. Наука и религия о жизни и смерти. (1959)
- Исаков П.К., Стасевич Р.А. Скорости, ускорения, невесомость. (1962)
- Китайгородский А.И. Строение вещества и его энергия. (1957)
- Колоницкий П.Ф. Марксизм-ленинизм о религии. (1959)
- Колоницкий П.Ф. Мораль и религия. (1958)
- Кондратьев Н.Я. Ориентировка по звездам. (1961)
- Коньков Н.Г. Ракетное оружие на самолете. (1963)
- Коровкин А.С. Инфракрасная техника. (1963)
- Корытов Н.В. Суда и аппараты на воздушной подушке. (1964)
- Космодемьянский А.А. К. Э. Циолковский — его жизнь и работы по ракетной технике. (1960)
- Кринов Е.Л. Небесные камни: (Метеоры и метеориты). (1961)
- Крошкин М.Г. Космос… что мы знаем о нем. (1966)
- Крошкин М.Г. Человек проникает в космос. (1961)
- Кувшинский Д.Д., Гринь В.А. Служба здоровья. (1971)
- Кудрявцев Б.Б. О неслышимых звуках. (1958)
- Кузнецов Б.Г. Дмитрий Иванович Менделеев. (1957)
- Кулинич Д.Д. Огонь, энергия, ракета. (1963)
- Кулинич Д.Д. Слово о ракетном топливе. (1969)
- Лавров И.А. Береги и укрепляй свое здоровье. (1964)
- Ляпунов Б.В. Ракета. (1960)
- Ляпунов Б.В. Ракеты и межпланетные полеты. (1962)
- Ляпунов Б.В. Станция вне Земли. (1964)
- Майоров Ф.В. Электронные вычислительные машины и их применение. (1959)
- Максимов В.И., Новиков А.А., Прокофьев О.П. Подводный флот специального назначения. (1965)
- Мансуров Н.С. Наука и религия о природе. (1958)
- Мансуров Н.С. Наука и религия о психической деятельности. (1960)
- Мансуров Н.С. О правде жизни и религиозных выдумках. (1964)
- Мансуров Н.С. Преобразование природы и религия. (1961)
- Математика в бою. Сост. В.Н. Жуков. (1965)
- Мезенцев В.А. Атом и атомная энергия. (1957)
- Мезенцев В.А. Предвидение науки и пророчества религии. (1961)
- Мезенцев В.А. Религиозные суеверия и их вред. (1959)
- Меньшиков Ф.К. Алкоголизм — враг здоровья. (1959)
- Мирский М.Б. Главный хирург Н. Н. Бурденко. (1973)
- Михайлов В.А. Физические основы получения атомной энергии. (1958)
- Михайлов В.А., Науменко И.А. Ядерная физика и ядерное оружие. (1966)
- Москаленко В.А., Артамошин Ю.Н. Правда о христианских сектах. (1963)
- Мы порвали с религией. (1961)
- Мы порвали с религией. (1963) Сборник статей
- Науменко И.А. Атомные силовые установки. (1959)
- Нейман М.Б., Садиленко К.М. Термоядерное оружие. (1958)
- Несмеянов А.Н. Радиоактивные изотопы и их применение. (1958)
- Нестеренко Г.Н. Космическая авиация. (1969)
- Нестеренко Г.Н., Соболев А.И., Сушков Ю.Н. Применение атомных двигателей в авиации. (1957)
- Новокшонов Ю.И. Ракеты в космосе. (1967)
- Огородников К.Ф. Загадки космоса. (1963)
- Огородников К.Ф. На чем Земля держится. (1958)
- Опарин А.И. Происхождение жизни. (1959)
- Павлов В.Н., Тарасенков В.П. Поршневые двигатели внутреннего сгорания. (1957)
- Парфенов В.А. Возвращение из космоса. (1961)
- Парфентьев А.И. Запись звука. (1957)
- Паюсов К.А. Советский воинский долг и религия. (1964)
- Петров В.П. Искусственный спутник Земли. (1958)
- Петров Н.П., Сырнев В.П. Радиоактивные излучения и их измерения. (1960)
- Платонов Г.В. Дарвинизм и религия. (1958)
- Победоносцев Ю.А. Путь в космос. (1962)
- Погосян Х.П., Ситников И.Г. Какая погода будет завтра? (1967)
- Покровский Г.И. Наука и техника о современных войнах. (1959)
- Покровский Г.И., Слабкий Л.И. Физика в технике. (1963)
- Пономарев А.Н. Современная реактивная авиация. (1959)
- Прокофьев В.И. Возникновение религии и веры в бога. (1958)
- Прокофьев В.И. Две морали. (1961)
- Прокофьев В.И. Знание и вера в бога. (1959)
- Прокофьев В.И. Кодекс коммунистической морали и религиозная «нравственность». (1964)
- Рачков В.К. Чудесные кристаллы. (1962)
- Ребров М.Ф. Что делают автоматы на самолете? (1960)
- Рожнов В.Е. По следам зеленого змия. (1969)
- Рожнов В.Е. Пьянство — общественное зло. (1961)
- Рожнов В.Е., Рожнова М.А. Гипноз и религия. (1962)
- Розенталь Н.Н. Христианство, его происхождение и сущность. (1960)
- Рязанцев Н.И. Есть ли у человека судьба? (1961)
- Святов Г.И. Атомные подводные лодки. (1969)
- Седов А.И. Радиоактивные вещества. (1963)
- Селивохин В.М. Танк. (1958)
- Селюженок Е.Ф. Крылатые суда. (1964)
- Серёгин А.В. Горючее для двигателей. (1958)
- Сидоров Д.И. Война и религия. (1961)
- Сидоров Д.И. Защита Родины и религия. (1963)
- Сидоров Д.И. О христианских праздниках, постах и обрядах. (1959)
- Стекольников И.С. Наука и религия о молнии и громе. (1961)
- Стрельчук И.В. Пьянство губит человека. (1959)
- Стрижевский С.Я. Н. Е. Жуковский — основоположник авиационной науки. (1966)
- Суворов С.Г. О чем рассказывает свет. (1963)
- Суглобов Г.А. Союз креста и меча. (1969)
- Сушков Ю.Н. Двигатели космических кораблей. (1962)
- Сушков Ю.Н. Кибернетика в бою. (1973)
- Сушков Ю.Н. Полеты в космос. (1964)
- Сушков Ю.Н. Сигнал тревоги не раздался. (1966)
- Такарев П.А. Хозяин самолета: Рассказ об авиационном механике самолета. (1957)
- Татарченко А.Е. Баллистическая ракета. (1961)
- Телевидение в военном деле. (1969)
- Тер-Оганезов В.Т. Наука и религия о солнечных затмениях. (1961)
- Токарев П.А. Хозяин самолета: Рассказ об авиационном механике самолета. (1957)
- Фесенков В.Г. Разгадывая тайны планет. (1962)
- Физика в бою. (1967)
- Химия в бою. (1970)
- Хозин Г.С. Милитаристы в космосе. (1968)
- Хорбенко И.Г. Звуки в морских глубинах. (1962)
- Хорбенко И.Г. Неслышимые звуки. (1967)
- Честнов Ф.И. Радиостанции над планетой. (1963)
- Шадринцев И.С. Что такое кибернетика. (1963)
- Шаронов В.В. Луна — первая станция на пути в космос. (1964)
- Шебалин Н.В. Планета Земля… что мы знаем о ней. (1964)